# Cordia verbenacea
A Varronia curassavica, sinônima de Cordia verbanacea, também conhecida por maria-preta, maria-milagrosa e catinga-de-barão ou  erva-baleeira, é uma planta da família Boraginaceae. É encontrada por boa parte da America tropical  e ocorre ao longo de todo litoral brasileiro, sendo considerada comum na Mata Atlântica, principalmente em zonas costeiras.
A planta possui uso tradicional como anti-inflamatório, e atualmente é utilizada para a fabricação de um fitoterápico proprietário, chamado de Acheflan, comercializado no Brasil. Além disso, suas folhas  são usadas como condimento nas regiões onde é encontrada.

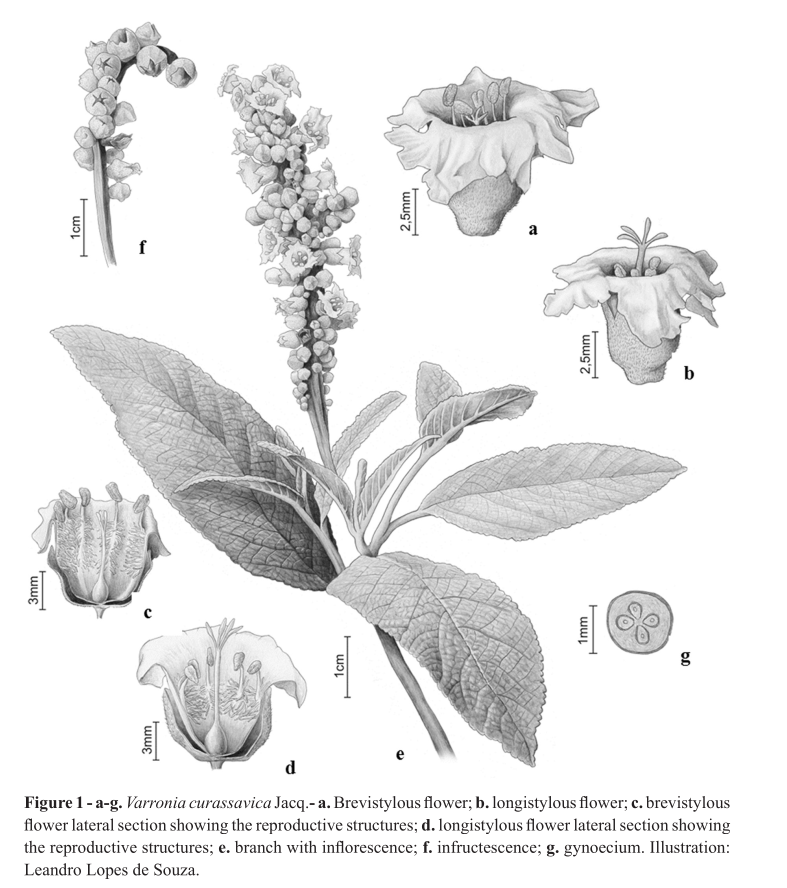
Desenho botânico representando um ramo de erva baleeira.a) Flor brevistílica; b) Flor longistílica; c) Corte lateral da flor brevistílica; d) Corte lateral da flor longistílica; e) Ramo com inflorescencia; f) infrutescencia; g) gineceu

Arbusto muito ramificado, ereto e aromático, com hastes cobertas por casca fibrosa e com altura de 1,5 - 2,5 m. Folhas simples, alternas, coriáceas, aromáticas de 5 - 9 cm de comprimento. As flores são pequenas, brancas e dispostas em inflorescências racemosas de 10 a 15 cm de comprimento, e geralmente duram apenas um dia antes de oxidarem.  Existem dois morfotipos  florais auto-incompatíveis na erva-baleeira, uma das formas possui anteras maiores que o estigma e a outra possui estigmas maiores (a e b na figura ao lado) e em geral a reprodução só é viável quando entre diferentes morfotipos.
A espécie é nativa do Brasil, encontrando-se do Ceará ao Rio Grande do Sul, preferencialmente na faixa de 500 a 1000m do litoral sempre acompanhando as áreas abertas da orla do Atlântico, onde é um componente importante da flora da restinga e mata atlântica.
Existem diversos relatos na literatura onde, num contexto de medicina popular, a erva-baleeira é utilizada como anti-inflamatório. Geralmente a via de aplicação é tópica, na forma de emplastros ou compressas, mas também é possível utilizar extratos hidroalcoólicos ou óleo essencial concentrado.
Também foi registrado o uso na forma de chás e garrafadas.
A planta é rica em compostos secundários, destes o mais marcante é o alfa-humuleno, que foi identificado a partir do conhecimento tradicional dos habitantes do litoral de São Paulo. Nela também são encontrados uma grande variedade de flavonoides e ésteres.
Atualmente uma pomada, feita a partir da erva-baleeira,  é comercializada no Brasil sob a marca Acheflan, manufaturada pela farmacêutica  Aché.
Foi considerado o primeiro anti-inflamatório tópico feito com base no extrato de uma planta brasileira, o que causou um impacto importante no cenário da indústria farmacêutica. O desenvolvimento contou com a participação de diversas instituições públicas: Universidade Estadual de Campinas, Universidade de São Paulo, Universidade Federal do Rio de Janeiro e Universidade Federal de Santa Catarina.